# Ballota saxatilis
Ballota saxatilis là một loài thực vật có hoa trong họ Hoa môi. Loài này được Sieber ex C.Presl mô tả khoa học đầu tiên năm 1822.